# Hercegovina
 Ovo je glavno značenje pojma Hercegovina. Za druga značenja pogledajte Hercegovina (razdvojba).
Hercegovina je regija na jugu Bosne i Hercegovine.
Hercegovina nema službenu granicu, kao ni većina povijesnih zemalja. Pojedini autori navode da Hercegovina obuhvaća određene površine ili postotke Po nekima,[tko?] Hercegovina u političkom smislu obuhvaća prijeratna općinska područja: Bileća, Čapljina, Čitluk, Gacko, Grude, Jablanica, Konjic, Kupres, Livno, Ljubinje, Ljubuški, Mostar, Neum, Nevesinje, Posušje, Prozor-Rama, Ravno, Stolac, Široki Brijeg, Tomislavgrad i Trebinje. Međutim, u zemljopisnom smislu dijelovi Foče i Kalinovika (Ulog) pripadaju Hercegovini[nedostaje izvor]

## Zemljopis
Prijevoj Ivan sedlo (959 m) između planina Bitovnje i Bjelašnice povezuje dvije velike cjeline države: naseljeniju te šumama i obradivim zemljištem bogatiju Bosnu na sjeveru, i manju, krševitu Hercegovinu na jugu.
Izrazitu prirodnu granicu između dviju regija BiH, Bosne i Hercegovine, čini planinski niz Vran – Raduša – Vranica – Bitovnja – Bjelašnica – Treskavica – Zelengora – Maglić.
Okvirno se prirodnom sjevernom granicom istočne Hercegovine može uzeti i gornja Neretva, no skroz prema sjeveroistoku Hercegovina s prostire i dalje od Neretve.
Hercegovina zahvaća oko 22 % površine BiH s udjelom u ukupnom broju stanovnika od oko 10 %.
Hercegovina se nalazi između dva područja: na sjeveru planinskog, a na jugu primorskog. Planinski bedem od 2000 m nadmorske visine zadržava strujanje mediteranskih zračnih masa i omogućuje povoljne klimatske uvjete za razvoj biljnih kultura na području Hercegovine.
Hercegovina zauzima površinu od 11419 km² ili oko 22,3 % ukupne površine sadašnjeg prostora države Bosne i Hercegovine.  U drugim izvorima spominje se podatak od 12276 km², što čini 24 % države Bosne i Hercegovine. S istoka graniči s Crnom Gorom, s Bosnom sa sjevera (granica na Makljenu - sve što je sjevernije od Makljena smatra se Bosnom, a južnije od njega Hercegovinom), sa Završjem (Livno, Tomislavgrad, Kupres) sa sjeverozapada, a sa zapada, juga i jugoistoka s južnom Hrvatskom i jednim dijelom vodenom površinom Jadranskog mora. Glavno kulturno i upravno središte je grad Mostar.
Zemljopisno, Hercegovina je najviše individualizirano područje BiH. Južno od najvišeg dijela savsko-jadranske razvodnice (Bjelašnica, Treskavica, Lelija, Maglić), hercegovački se krški prostor spušta prema moru dvama većim pregibima: Rudine (do 700m) i Humine (do 300m) i mnogim manjim, u dinarskom smjeru izduženim poljima i depresijama. Čitav je prostor povezan dolinom Neretve, kojoj je gornji dio usječen u najviši planinski rub. Suha oblast nižih Humina ističe se osobinama mediteranske klime, dok viši pojas Rudina ima hladne zime i svježa ljeta.
Nekada je Hercegovina bilo puno veće područje. Imotski i cijelo Imotsko polje pripadalo je Hercegovini sve do 1717., kada ga Mlečani osvajaju. Današnja granica zapadne Hercegovine prema Imotskoj krajini utvrđena je Požarevačkim mirom 1718. Dio istočne Hercegovine (Nikšić) pripao je Crnoj Gori 1878. kongresom u Berlinu. Krajevi istočne Hercegovine: Nikšić, Žabljak, Pljevlja i dr. koji danas pripadaju Crnoj Gori, nazivaju se Starom Hercegovinom. Danas se odvijaju sudski postupci o povratku barem malog dijela nekadašnje Hercegovine Bosni i Hercegovini od Crne Gore.
Hercegovina je istovremeno i planinska i nizinska i primorska i kontinentalna. Slikovite planine, Neretva kao žila kucavica, primorski pojas i plavo more daju joj osebujnu i neponovljivu ljepotu. Na relativno malom prostoru susrećemo bogatstvo reljefnih i geoloških oblika, krajolika i vegetacije, raznovrsnu floru i faunu, te jedinstvene povijesne i kulturne spomenike: dva prelijepa parka prirode, Hutovo blato i Blidinje, koje svakako vrijedi upoznati; Neum, kao primorsko odredište, te Mostar, koji je političko, gospodarsko, financijsko i kulturno središte.

### Gradovi
Niska Hercegovina (5946 km2) dio je sredozemnoga prostora. Sastoji se od vapnenačkih zaravni, polja u kršu (Duvanjsko polje, Posuško polje, Popovo polje, dio Imotsko-bekijskoga polja i dr.) te nizina uz rijeku Neretvu i njezine pritoke. Izlazi na jadransku obalu kod zaljeva Neum–Klek. Razvijeno je vinogradarstvo i voćarstvo (trešnje, breskve, smokve, bademi), uzgoj povrća i duhana. Visoka Hercegovina (4245 km2) dio je regije visokoga krša. Obuhvaća gornje i srednje porječje Neretve, planine Čvrsnicu, Prenj, Leliju, Zelengoru i dr., te Nevesinjsko (188 km2) i Gatačko (57 km2) polje. Razvijeno je stočarstvo (ovce, goveda). U Hercegovini se nalaze ležišta lignita. Osim Neretve, važnija rijeka je Trebišnjica (ponornica). Submediteranska klima; krške planine imaju planinsku klimu. Mostar (najveći grad), Trebinje, Ljubuški, Čapljina, Posušje.

### Planine
| Planina       | Nadm. visina | Nalazi se na teritoriju općine    |
| ------------- | ------------ | --------------------------------- |
| Volujak       | 2336 m       | Gacko                             |
| Čvrsnica      | 2228 m       | Posušje, Jablanica                |
| Prenj         | 2103 m       | Mostar, Jablanica i Konjic        |
| Vran          | 2074 m       | Tomislavgrad i Jablanica          |
| Velež         | 1968 m       | Mostar, Nevesinje                 |
| Visočica      | 1967 m       | Konjic                            |
| Raduša        | 1956 m       | Prozor-Rama                       |
| Crvanj        | 1921 m       | Nevesinje, Kalinovik              |
| Orjen         | 1894 m       | Trebinje                          |
| Bjelašnica    | 1867 m       | Gacko, Nevesinje                  |
| Lovnica       | 1856 m       | Konjic                            |
| Ljubuša       | 1797 m       | Tomislavgrad, Prozor-Rama, Kupres |
| Čabulja       | 1786 m       | Mostar                            |
| Baba-Planina  | 1735 m       | Bileća, Gacko                     |
| Rujište       | 1703 m       | Mostar                            |
| Bitovnja      | 1700 m       | Konjic, Kreševo                   |
| Živanj        | 1696 m       | Gacko                             |
| Kapić         | 1644 m       | Gacko                             |
| Mjedena Glava | 1602 m       | Gacko                             |
| Javor         | 1553 m       | Gacko, Nevesinje                  |
| Ivan planina  | 1534 m       | Hadžići, Konjic, Kreševo          |
| Baćina        | 1530 m       | Prozor-Rama                       |
| Štitar        | 1469 m       | Posušje                           |
| Zavelim       | 1364 m       | Posušje                           |
| Leotar        | 1244 m       | Trebinje                          |

U vidu visokog bedema na granici prema Bosni i Crnoj Gori izdižu se najviše planine Dinarskog gorja u BiH (Treskavica, Lelija, Bjelašnica, Zelengora, Maglić i dr.). U slivnom području srednje Neretve nalaze se najviše hercegovačke planine: Čvrsnica, Prenj, Čabulja i Velež.

### Rijeke
- Bregava
- Krupa
- Lištica
- Neretva
- Radobolja
- Rama
- Šujica
- Trebišnjica
- Trebižat
- Ugrovača

### Jezera
| Jezero            | Nalazi se na teritoriju općine | km²  | Nadm. visina | Dubina |
| ----------------- | ------------------------------ | ---- | ------------ | ------ |
| Blidinje jezero   | Posušje, Tomislavgrad          | 3,2  | 1180         | 4,5    |
| Boračko jezero    | Konjic                         | 0,26 | 402          | 17,1   |
| Buško jezero      | Tomislavgrad, Livno            | 55,8 | 716          | 17     |
| Jablaničko jezero | Jablanica, Konjic, Prozor-Rama | 13,3 | 270          | 70     |
| Ramsko jezero     | Prozor-Rama                    | 15,5 | 550          | 90     |

## Vegetacija
Budući da se područje Hercegovine prostire od mora do visokih planina, shodno promjeni nadmorske visine smjenjuju se različiti pojasevi šume. Neki hercegovački pejzaži izgledaju kao pustinja krša tijekom zime ili ljetne suše kad se prirodna vegetacija potpuno umiri.
Od ukupne površine Hercegovine na poljoprivredne površine (pašnjake i obradivo zemljište) otpada 56,8 %, dok šume zauzimaju 42,4 %. Ostalo zemljište zauzima 0,8 % površine.
U južnoj Hercegovini pretežito je zimzelena vegetacija, te se živopisnost pejzaža održava tijekom cijele godine. Njezino zeleno lišće pravi je ukras vapnenačkih brda i obale mora. U neposrednoj blizini Međugorja nalaze se prostrane i bujne hrastove šume, a mjestimično ukrašavaju pejzaže i ostalog dijela Hercegovine.
Hercegovina ima i neke endemične biljne vrste. Od značajnih sredozemnih vrsta izdvajamo šipak. Njegovi crveni cvjetovi i plodovi prava su atrakcija. Srednjoeuropskom flornom elementu pripada tilovina, bukva, hrast i bršljan. Euroazijski florni element je obični bor. Atraktivni cvjetovi kadulje, zanovijeti, vriska i drače predstavljaju pravu atrakciju sa svojim cvijetom karakterističnim za hercegovačka brda. Kad procvjetaju ove biljke, siva vapnenačka brda mijenjaju svoju boju. U proljeće se vide žuti pejzaži zanovijeta, kasnije postanu plavi od kadulje, bijeli od vriska i žutosmeđi od cvjetova drače. Kad bi čovjek gledao s visine, vidio bi šareni tepih pejzaža. To predstavlja romantiku hercegovačkog pejzaža. Miris cvijeća i svježina zraka djeluju povoljno na ljudski organizam. Pčele lete iznad svakog cvijeta od kojeg se dobiva čuveni hercegovački ljekoviti med.
Osim autohtone prirode i vegetacije, postoje i biljne kulture koje je čovjek donio svojom rukom i uz pomoć plodne podloge i podneblja stvorio je od njih pravu rijetkost. Poznati hercegovački duhan (Nacotinum tabacum) po svojoj kvaliteti spada među najbolje duhane u svijetu. Danas je, ipak, njegova proizvodnja gotovo prestala. U najnižim dijelovima Hercegovine (Čapljina, Neum, Ljubuški, Mostar itd.) prevladava zimzelena vegetacija hrasta crnike i alepskog bora. Penjajući se u Široki Brijeg i Grude sve je više hrasta medunca kojeg je južnije bilo samo na hladnijim ekspozicijama, usprkos tome i ovdje žive zimzeleni elementi kao npr. hrast crnika. Shodno upadljivoj promjeni klime u Posušju i Jablanici više nema zimzelenih mediteranskih biljaka ali se ipak zadržavaju kserotermni elementi. Zastupljena je zajednica šuma hrasta medunca i crnog graba (epimediteran), tu se počinju pojavljivati crni i bijeli bor. Zime više nisu blage. Na još višim planinskim djelovima zastupljene su bukove, bukovo-jelove i šume endemskog bora munike. Na najvišim dijelovima Čabulje te po Čvrsnici itd. na granici šumske vegetacije zastupljen je bor krivulj

### Poljoprivredne kulture
Čuvena su hercegovačke vinske sorte žilavka i blatina. Ove loze uspijevaju samo u Hercegovini na njenoj podlozi i ugodnoj mediteranskoj klimi. Zahvaljujući klimatskim uvjetima i svom položaju, Hercegovina je poznata po prvim trešnjama koje sazrijevaju mnogo ranije od ostalih krajeva. Osim toga, hercegovačka polja su pretvorena u plantaže voća na kojima rastu tisuće stabala trešanja, višanja, šljiva, krušaka, marelica, breskvi, jabuka, itd. Uz to Hercegovina je postala jedna od najvećih baza povrća u Bosni i Hercegovini. To su nepregledne plantaže koje zalijevaju oblaci umjetnih kiša.

## Klimatski uvjeti
Na klimu Hercegovine utječe blizina Jadranskog mora, reljef, blizina visokih planina i nadmorska visina.
Područja do 200m.n.v. (Ljubuški, Mostar, Neum, Čapljina itd., izuzev dijelova jablaničkog kraja) uglavnom imaju mediteransku klimu što podrazumijeva kratke, blage i pretežno kišne zime, Grude, Široki Brijeg i Donja Drežnica te ostali dijelovi do 500m(izuzev jablaničkog, konjičkog i ramskog kraja) imaju submediteransku klimu, s vrućim ljetima i hladnim, vjetrovitim zimama, snijeg nije stran pojam ali se uglavnom ne zadržava dugo. Posušje, Gornja Drežnica i ostala područja iznad 500m na kojima se sudara oštra planinska i blaga mediteranska klima imaju uglavnom miješane klime odnosno submediteranski tip klime blizak umjerenoj planinskoj klimi definiranoj po FHMZ-u, tako da ta područja imaju oštre zime s ponekad obilnim snijegovima koji se mogu duže zadržati, te topla ljeta s temperaturama preko 35 stupnjeva. Jablanički i konjički prostor imaju oštre kontinentalne zime, te vruća ljeta.
Dok već prve uzvisine iznad Posušja kao što je recimo Radovanj ili iznad Drežnice Draga, imaju već skoro čiste planinske klime, kao i sva ostala sjevernija područja. Planinski prostori iznad 900m (kao npr. Bogodolska Ladina, Radovanj itd. imaju obilježja umjerene planinske klime.
Jadransko more tijekom zime zrači toplinu nagomilanu u ljetnom razdoblju, te zimi ublažuje temperaturu zraka. 
Visoke temperature dostižu maksimum u srpnju i kolovozu.
Maksimum oborina u Hercegovini izlučuje se u jesen, ali se osjeća i u proljeće. Najveća količina oborina padne u studenom i prosincu.
Što se tiče vjetrova, u Hercegovini su najizraženiji sjeverni i sjeveroistočni vjetrovi. Narod ih zove sjever ili bura.
Hercegovina ima i drugi vjetar, jako izražen na njenom području, a to je jugo. On puše od pravca Jadranskog mora, te je izrazit u jesen i proljeće. Zasićen je vlagom i u jesen donosi kišne oborine u velikim količinama.
Na temelju klimatskih elemenata, obrađenih u meteorološkim godišnjacima, može se zaključiti da na području Hercegovine vlada mediteranska, submediteransko-planinska i planinska klima, jasna kontinentalna klima ne dolazi do izražaja radi specifičnosti terena.

## Hidrografski uvjeti
Hercegovina je krševita zemlja u kojoj se vapnenački slojevi pružaju na desetine metara, mjestimično ispucali, zdrobljeni ili u obliku gromada, nastali u trijasu, juri i kredi. Voda se, zbog pukotina, izgubi za trenutak s površine i stvara spremnike u unutrašnjosti zemlje ili teče podzemno i izbija na površinu kao cijela rijeka. Iz njih izviru vrela hercegovačkih rijeka: Bune, Tihaljine, Radobolje, Trebišnice, Vrioštice, Bregave, Rame, Buka, Krupića, itd. Neke se od ovih rijeka, poslije kratkog toka po površini, ponovno gube pod zemljom tekući nekoliko kilometara i izbijajući na površinu gdje dobivaju druga imena.
Od velikih jesenskih kiša koje padnu na području Hercegovine stvaraju se potoci, nabujaju rijeke i stvaraju poplave, a krška polja se pretvaraju u jezera. Područje južne Hercegovine siromašnije je izvorima od planina, ali oni izvori koje posjeduje predstavljaju atrakciju, jer su bogatiji vodom nego planinski.
Vode Hercegovine vrlo su atraktivne. Neke privlače ljubitelje prirode, neke kajakaše, neke ribolovce, a neke kupače kojima je potreban odmor i osvježenje.

## Povijest
Prije se nazivala Zahumlje ili Humska zemlja. Povijesno gledano, Hercegovina je uključivala i šira područja, sve do Glamoča ali i Foče.
U povijesti, dio rimskog Ilirika (rimska provincija Dalmacija), zapadna Hercegovina je pod hrvatskim narodnim vladarima, u istočnoj Hercegovini formiraju se kneževine Travunija i Zahumlje (Humska zemlja). 

Ime nosi po Stjepanu Vukčiću Kosači (herceg od 1448.) kada su joj granice i do Lima, zapadno do Cetine, te sjeverno do Uskoplja i južno. do Boke; prvi se put tako spominje 1454. Do turskog osvajanja (1482) pretežno vladaju hrvatske velmože Šubići, Nelipčići, Hranići, Kotromanići, Kosače i dr. 

Početkom XIV. stoljeća značajnija srpska doseljenja u istočnim dijelovima koji su i pod srpskom vlašću Granice prema Hrvatskoj (Dalmacija) utvrđene su u osnovi mirovnim ugovorom u Srijemskim Karlovcima (1699.), ali su se, kao i druge, često mijenjale, današnja razgraničenja utvrđena su uspostavom Federacije BiH i Daytonskim mirovnim sporazumom.
 
Od 1878. do 1919. postoji kao cjelina pod austrougarskom vlašću, dok krajnji istok pod nazivom Stara Hercegovina dolazi pod crnogorsku vlast. U kraljevini Jugoslaviji podijeljena je na banovine, odnosno između Primorske i Zetske banovine. 

Od 1941. do 1945. u NDH (velike župe: Pliva i Rama, Hum i Dubrava). Od 1945. dio je BiH kao jedne od jugoslavenskih republika do njezina raspada kada se po autonomiji hrv. entiteta (Hrvatska zajednica Herceg-Bosna) osamostaljuje zajedno s BiH kao međunarodno priznatom državom (1992.). 

U 18 hercegovačkih općina (do 1991) od 437 131 stanovnika 47,2 % bili su Hrvati, 25,1 % Bošnjaci te 21,3 % Srbi. U zapadnoj Hercegovini više od 95 % stanovništva čine Hrvati. Danas je podjeljena između dva entiteta Federacije BiH i Republike Srpske. u Federaciji, na području Hercegovine nalaze se Hercegbosanska, Zapadnohercegovačka i Hercegovačko-neretvanska županija.

## Stanovništvo
Ovaj je kraj tijekom povijesti bio obilježen stalnim migracijama pučanstva. Prije Prvoga svjetskoga rata pojedinci su otišli u svijet zbog velikog siromaštva, dok između dva svjetska rata zbog srpske hegemonije i progona u novostvorenoj višenacionalnoj državi Jugoslaviji masovnije napuštaju svoja ognjišta odlazeći u Južnu i Sjevernu Ameriku. Prava masovna emigracija započinje nakon Drugoga svjetskoga rata kada je komunistička diktatura prisilila mnoge na bijeg preko granica. Početkom šezdesetih godina prava rijeka Hercegovaca kreće na tzv. "privremeni rad" u Njemačku, Švedsku, Švicarsku, SAD, Kanadu, Australiju, pa sve do Južne Afrike i Novog Zelanda. Mnoge od njih, koji su bili prisiljeni zaraditi za goli život, država je proglasila "državnim neprijateljima", a samim time i njihovu rodbinu u Domovini. Time im je povratak bio potpuno onemogućen.

## Vanjske poveznice
- REDAH - Regionalna razvojna agencija za ekonomski razvoj: O Hercegovini  Arhivirana inačica izvorne stranice od 26. travnja 2020. (Wayback Machine)